# Парван
Парван (дарі پروان — Parwān, пушту پروان) — провінція у центрі Афганістану. Раніше до складу провінції входила Панджшерська ущелина, яка у 2004 році було виділена в окремий регіон.

## Райони
- Баграм
- Гхорбанд
- Джабаль-Уссарадж
- Кохі-Сафі
- Саланг
- Саєд-Кхел
- Бабаки-Парса
- Чахарикар
- Шекх-Алі
- Шинварі

## Сусідні провінції
| Афганістан | Це незавершена стаття з географії Афганістану. Ви можете допомогти проєкту, виправивши або дописавши її. |